# Stygnomma delicatulum
Stygnomma delicatulum – gatunek kosarza z podrzędu Laniatores i rodziny Stygnommatidae.

## Występowanie
Gatunek występuje w Ekwadorze.